# Vivian Schiller
Vivian Schiller, née le 13 septembre 1961, est une journaliste américaine.
En 1992, elle se marie à Phillip Jeffrey Frank.
Elle a été présidente du réseau de radiodiffusion public américain NPR de 2009 à 2011.
En janvier 2014, elle devient chef de l'information de Twitter. Elle démissionne en octobre de la même année.
En 2020, elle est directrice exécutive d'Aspen Digital, un programme de l'Institut Aspen.